# Gunnar Säve-Söderbergh
Gunnar Säve-Söderbergh (Falun, 31 januari 1910 - Solbacken, 8 juni 1948) was een Zweedse paleontoloog en geoloog. Säve-Söderbergh werd geboren in Falun als zoon van de neuroloog Gotthard Söderbergh en Inga Säve. Hij is geslaagd voor zijn baccalaureaat in Göteborg in 1928 en behaalde bachelor- en licentiaatsgraden aan de Universiteit van Uppsala in respectievelijk 1931 en 1933. In 1937 werd hij benoemd tot hoogleraar geologie, in het bijzonder historische geologie, in Uppsala.

## Biografie
Säve-Söderbergh nam deel aan de driejarige expeditie van Lauge Koch naar Oost-Groenland in 1931-1934 en 1936. Hij bracht fossielen mee van Ichthyostega, toen de vroegst bekende tetrapode, en publiceerde er in 1932 een uitgebreid voorlopig rapport over. Hij verzamelde ook fossielen op Cyprus (1930), in Engeland en Schotland (1934) en Estland (1936). Säve-Söderbergh ging verder met het bestuderen van de biostratigrafie van het Oost-Groenlandse Paleozoïcum en het probleem van schedelbothomologieën bij vissen en tetrapoden. Hij onderzocht ook de craniale anatomie van Stegocephalia uit het Trias van Oost-Groenland en Spitsbergen en van longvissen uit het Devoon; hij was van plan een brede studie uit te voeren van zowel recente als fossiele longvissen.
Andere werken van Säve-Söderbergh omvatten een vergelijkende studie van het zijlijnsysteem en een analyse van de trigeminusmusculatuur bij lagere tetrapoden.

## Overlijden en erfenis
Tuberculose bracht een voortijdig einde aan de carrière van Säve-Söderbergh en hij overleed in 1948 op 38-jarige leeftijd in Solbacken in een sanatorium in Dalarna. Zijn onderzoek naar de tetrapode Ichthyostega uit het Devoon werd voortgezet door Erik Jarvik. Säve-Söderbergh werd in 1942 benoemd tot eredoctor in Uppsala en werd kort voor zijn dood verkozen tot lid van de Royal Swedish Academy of Sciences. Hij was de oudere broer van egyptoloog Torgny Säve-Söderbergh (1914-1998) en vader van Bengt Säve-Söderbergh (geboren 1940), voormalig ambassadeur en staatssecretaris.

## Biografie
[DoorErik Jarvik.] Gunnar Säve-Söderbergh. In: Svenska män och kvinnor: biografisk uppslagsbok, vol. 7, p. 413. Stockholm: Bonnier, 1954. [In Zweeds.]